# Superaequum

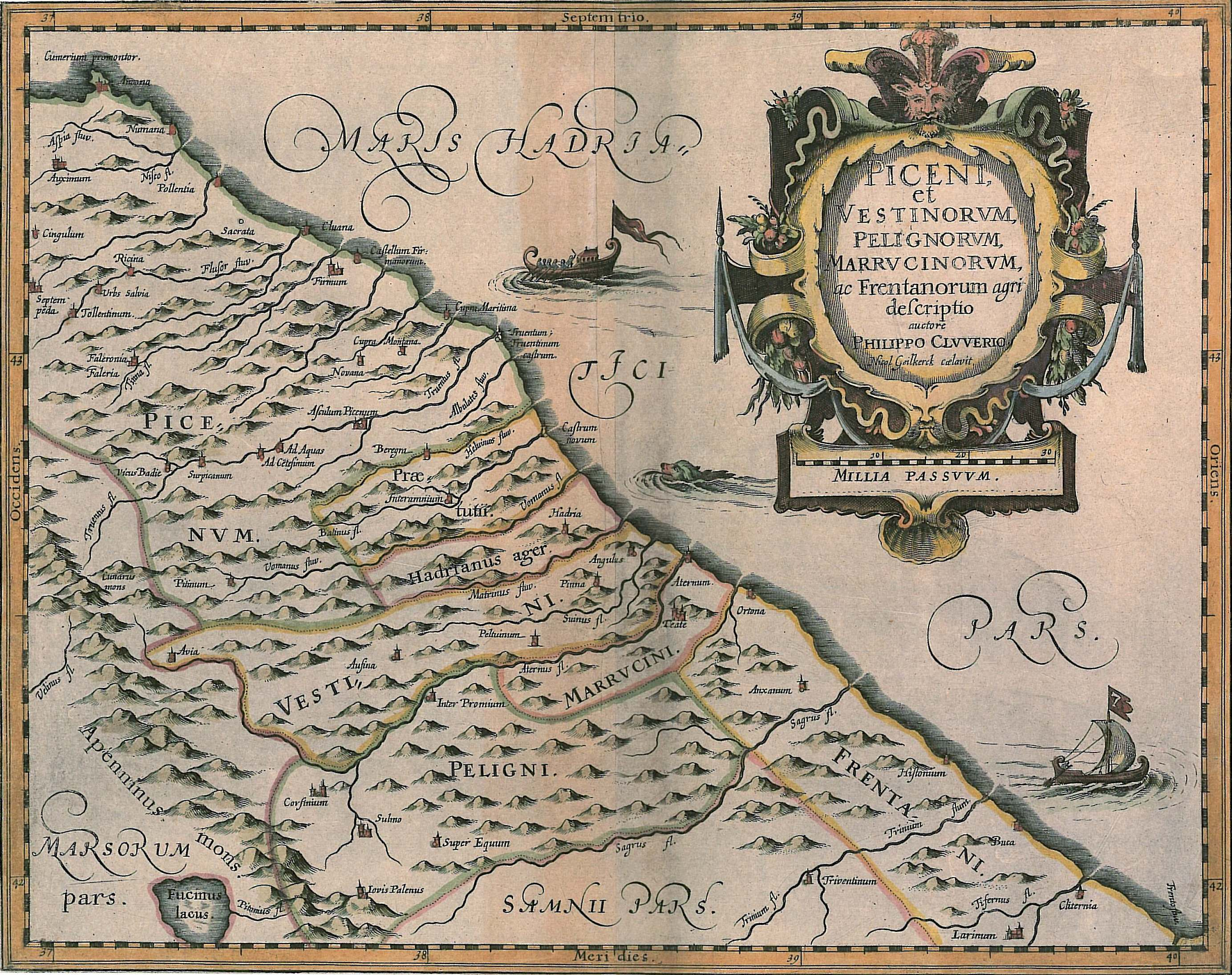
Piceni et Vestinorum, Pelignorum, Marrucinorum; ac Frentanorum agri descriptio, 1624 - Philip Clüver

Superaequum è una delle tre porzioni di territorio in cui i Romani suddivisero il territorio degli antichi Peligni: Superaequum, Corfinium e Sulmo. 
La querelle in merito all'ubicazione di Superaequum è una vexata quaestio che si trascina sin dal Cinquecento. Verso la metà del Seicento iniziò ad essere chiaro che i resti dell'antica Superaequum giacciono nel territorio dell'attuale Valle Subequana. Ancora oggi, tuttavia, non sono stati localizzati resti archeologici (mura, pomerium, rete idrica, rete fognaria) che facciano pensare alla fondazione di un'entità urbana corrispondente al municipium dei Superequani.

## Epoca municipale
La municipalizzazione della Valle Subequana ad opera dei romani è un evento collocabile nel primo sec. a.C. poco dopo la fine del Bellum sociale, epoca in cui si registra anche la costruzione di nuove opere pubbliche soprattutto negli attuali territori di Castelvecchio Subequo e Gagliano Aterno. Il municipium dei Superequani è da intendersi innanzitutto come entità di natura amministrativa, nel senso che i pagi italici della Valle Subequana, poco dopo la metà del primo sec. a.C., rimpiazzarono i rispettivi organi amministrativi indipendenti con un nuovo organo collegiale conforme al nuovo ordinamento costituzionale dello Stato romano. I duoviri municipali di diritto romano esercitarono la propria giurisdizione su tutto il territorio dell'attuale Valle Subequana.

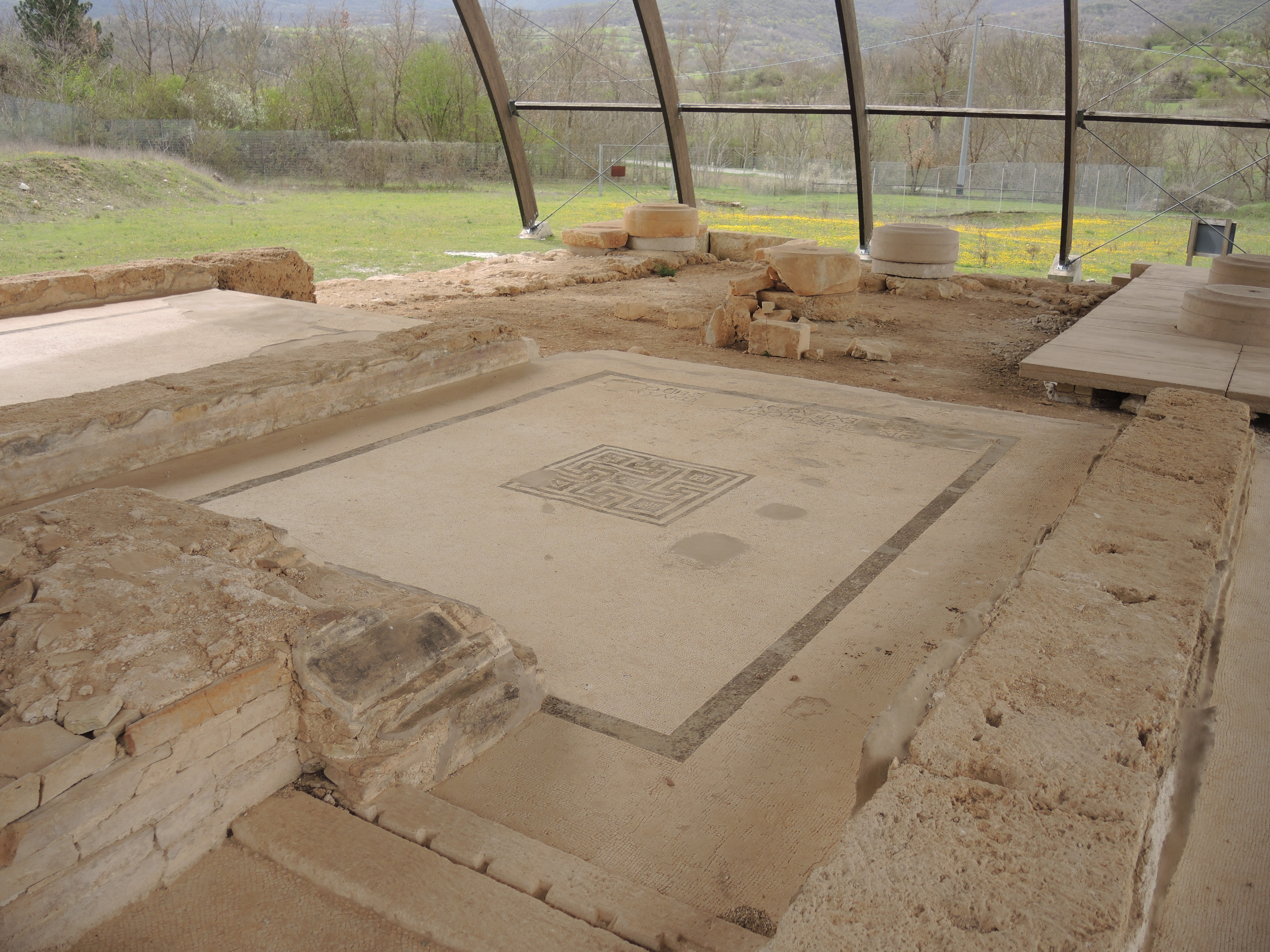
Misaico nel tempio italico di Castel di Ieri

Diversi comuni della Valle Subequana hanno restituito iscrizioni celebrative di duoviri (gli amministratori locali di Superaequum) e ciò lascia supporre che gli antichi pagi della valle abbiano fornito, a turno, i duoviri al neonato municipium. Per costante tradizione letteraria, dal Seicento in poi, il municipium di Superaequum è stato ubicato in territorio di Castelvecchio Subequo: l'assioma sottostante tale tesi è che il locale pagus possa aver mutato il proprio titolo costituzionale originario divenendo, nel corso del primo sec. a.C., il municipium romano dei Superequani.
Molti aspetti relativi all'ordinamento municipale di Superaequum in età Romana sono ancora da chiarire. Assai problematica risulta un'iscrizione epigrafica di tarda età imperiale rinvenuta in territorio di Secinaro in cui risulta attestato il quattruorvirato. Considerato che il quattruovirato non fu più concesso da Roma a quei municipi (tra cui Superaequum) istituiti dopo la riforma cesariana dell'ordinamento municipale, l'iscrizione secinarese pone il problema di dover spiegare la presenza dei quattruoviri in un municipium retto da duoviri.
Analogamente ad altri municipii romani della Regio IV Augustea, il municipium dei Superaequani entrò in crisi tra il IV e il V sec. d.C. Gli ultimi eventi del municipium ad oggi noti sono: la comparsa delle catacombe cristiane, l'abbandono repentino dei pagi e dei vici di pianura, l'incendio del vicus di Molina Aterno e la formazione del cratere del Sirente.